# Międzynarodowa Liga Przeciwpadaczkowa
Międzynarodowa Liga Przeciwpadaczkowa (ang. International League Against Epilepsy, ILAE) – międzynarodowa organizacja zrzeszająca lekarzy i innych pracowników służby zdrowia, zainteresowanych działaniami na rzecz poprawy jakości życia chorych na padaczkę. Celem ILAE jest „zapewnienie pracownikom służby zdrowia, pacjentom i ich opiekunom, rządom i społeczeństwom na całym świecie środków niezbędnych do zrozumienia, diagnozowania i leczenia osób z padaczką”. ILAE publikuje między innymi standardy opieki nad chorymi z padaczką i klasyfikacje napadów padaczkowych (pierwsza w 1960, ostatnia modyfikacja w 1981). W 2010 przedstawiono propozycję nowej klasyfikacji.
ILAE została założona 30 sierpnia 1909 roku w Budapeszcie, w ramach Międzynarodowego Kongresu Medycznego. Członkami założycielami Ligi byli Gyula Donáth, Louis Muskens, J. van Deventer i Auguste Marie. Przerwanie działalności Ligi spowodowane wybuchem I wojny światowej trwało do 1935 roku. 
Przewodniczącym komitetu wykonawczego Ligi na kadencję 2013-2017 jest Emilio Perucca. Organem ILAE jest czasopismo „Epilepsia”, wydawane od 1909 roku.